# Francisco Contreras Valenzuela
Francisco Contreras Valenzuela (Quirihue, 21 de enero de 1877 - París, 3 de mayo de 1933) fue un poeta, ensayista, novelista y crítico literario chileno.

## Biografía
Francisco Contreras fue hijo de Juan de Dios Contreras y Araneda y de Francisca Valenzuela y Medel, propietarios de la Hacienda San Juan de Dios, cercana a Quirihue, en cuyas casas coloniales nació el poeta.
En 1905, se radicó en París donde escribió para importantes diarios franceses, relacionándose con los más destacados escritores y artistas europeos. Desde las páginas de El Mercurio de Francia dio a conocer la literatura latinoamericana. Militó dentro del modernismo Rubendariano y creó el movimiento mundonovista.
En 1924, contrajo matrimonio con Andrée Alphonse, a quien conoció en París el año 1913. Vivieron juntos desde 1913, hasta la muerte del poeta en 1933.
Francisco Contreras fue incluido en la antología Los lugares y las nubes, referida a poetas de la Región del Biobío por Matías Cardal, en Concepción en 1994 y, además, en El oído en las raíces, compilación de narradores de la misma región en 1996, por el mismo antologador.
El poeta y crítico Antonio de Undurraga señaló, refiriéndose a su obra, que Contreras Valenzuela fue el primer poeta chileno que hizo un oficio culto y perfecto de la poesía. Asimismo, para Carlos René Correa su creación poética fue considerada como la de «un lírico parnasiano y simbolista». Oreste Plath señaló, a su vez, que es en su libro El pueblo maravilloso donde el poeta hizo una evocación notable de su Quirihue natal. Murió en París en 1933, víctima de la tuberculosis y sus restos, antes de ser trasladados a Chile en febrero de 2007, descansaron por más de setenta años en la villa francesa de Riberac.
El crítico chileno Hernán Díaz Arrieta «Alone», lo describió en su época como «trabajador cultísimo, orfebre del verso precioso, de la prosa cuidada, representa al entusiasmo del 900 por París».

## Obra
- Esmaltines. Santiago de Chile: L. F. Rojas, 1898.
- Raúl. Santiago de Chile: Imprenta del Progreso, 1902.
- Toisón. París: Bouret, 1906.
- Romances de hoy. París: Garnier, 1907.
- Los modernos, (ensayo). París: Ollendorff, 1909.
- Almas y panoramas, (ensayo). Barcelona, 1910.
- La piedad sentimental. París: Garnier, 1911.
- Tierra de reliquias. Valencia: Prometeo, 1912.
- Luna de la Patria. Santiago de Chile: Imprenta Victoria, 1913.
- Los países grises. Valencia: Prometeo, 1916.
- Les écrivains hispano-américains et la guerre européenne. París: Bossard, 1917.
- Mundonovismo, (ensayo), 1917.
- La varillita de la virtud, 1919.
- El pueblo maravilloso, 1924.
- Rubén Darío, ensayo, 1930.
- Pedro Urdemales, 1936.
- El Ohuallipén y la Aojada, 1943